# Gieorgij Agabiekow
Gieorgij Siergiejewicz Agabiekow, właśc. Arutiunow ros. Георгий (Григорий) Сергеевич Агабеков/Арутюнов (ur. 1895 w Aszchabadzie, zm. w sierpniu 1937 w Paryżu) – radziecki funkcjonariusz służb specjalnych, emigracyjny pisarz.

## Życiorys
Ukończył gimnazjum w Taszkencie. Po wybuchu I wojny światowej został zmobilizowany do armii rosyjskiej. W październiku 1916 skierowano go do szkoły chorążych w Taszkencie, po ukończeniu której w marcu 1917 objął dowództwo plutonu piechoty. Następnie został tłumaczem języka tureckiego przy sztabie 46 Zapasowego Pułku Piechoty na Froncie Rumuńskim.
Po rewolucji lutowej 1917 został dowódcą batalionu 46 Pułku Piechoty. Po rewolucji bolszewickiej odszedł ze służby wojskowej.
W marcu 1918 wstąpił do nowo formowanych wojsk bolszewickich. Zajmował różne stanowiska dowódcze. Walczył w Turkiestanie, a następnie na Syberii. W 1920 objął funkcję komisarza politycznego w batalionie wojsk służby wewnętrznej w Jekaterynburgu. Wkrótce przeszedł do CzeKa.
Służył w strukturach gubernialnych CzeKa w Jekaterynburgu. Od 1922 r. był oficerem operacyjnym CzeKa Frontu Turkiestańskiego. Podczas walk z wojskami gen. Enwera Paszy kierował wywiadem Bucharskiej Republiki Ludowej. Następnie objął funkcję naczelnika wydziału do spraw walki ze szpiegostwem OGPU w Taszkencie. Jednocześnie był sekretarzem biura partyjnego i członkiem komitetu partyjnego. W kwietniu 1924 r. przeszedł do służby w Oddziale Zagranicznym (INO) OGPU. Wysłano go do Afganistanu pod przykrywką zastępcy kierownika biura prasowego poselstwa politycznego ZSRR w Kabulu. Od końca 1926 r. był rezydentem OGPU w Persji. W kwietniu 1928 r. powrócił do służby w centrali OGPU w Moskwie. Objął funkcję naczelnika Sektora do Spraw Środkowego i Bliskiego Wschodu INO OGPU. W październiku 1929 został rezydentem wywiadu w Konstantynopolu.
W czerwcu 1930 pod wpływem informacji o możliwym aresztowaniu, zbiegł do Francji. Zamieszkał w Paryżu. Współpracował z wywiadami wielu państw europejskich. Występował z odczytami i wykładami dotyczącymi nielegalnej działalności radzieckich służb specjalnych. Był autorem wspomnień pt. G.P.U. Zapiski czekista i CzK za rabotoj, przetłumaczonych na kilka języków. W sierpniu 1937 został zabity przez funkcjonariusza NKWD. Jego ciała nie odnaleziono.